# カノー
株式会社カノーは、大阪府大阪市鶴見区に本社を置く日本の小売業者である。大阪府を中心に京阪神間でスーパーマーケット「食品館アプロ」を展開している。創業者は嘉納利文。

## 屋号
1990年代、店舗のカラーやイメージを統一させるために屋号を「スーパーカノー」から「食品館アプルーバル」に変更し、改装店や新規店で使用されるようになった。「アプルーバル」 (approval) とは、創業者の名字である「嘉納」（意見を聞き入れること）の英訳（当時の辞書にて）。その2号店である「法善寺店」（現在は閉店）では念願の100%直営が実現した。
「食品館アプルーバル」で5店舗を展開した後、呼びやすさや親しみやすさを求めて「Approval」の部分を略し、「食品館アプロ」 (Appro.) で次々と展開。過去には「フレッシュ」と「食品館」の屋号があった。
2016年（平成28年）9月より、株式会社カノー設立50周年を機に、3つの屋号をまとめた呼称を「アプロ・グループ」とした。
2018年（平成30年）5月より、屋号を「食品館アプロ」に統一した。
2021年より新業態であるEDLP店舗「アプロプラス」の1号店友井店を改装オープンした。2025年2月現在、アプロプラスは6店舗となる。(友井店、門真店、箕面店、寝屋川店、忠岡店、古川橋店)

## 沿革
- 1953年（昭和28年） - 菓子小売「嘉納商店」創設。大阪市城東区鴨野西大栄市場内で開業。
- 1967年（昭和42年） - 株式会社カノー設立。
- 1970年（昭和45年） - 現住所（大阪市鶴見区浜）に本社移転、菓子卸部門開設。
- 1979年（昭和54年） - スーパー1号店「サンツルミ」を大阪市鶴見区に開店。
- 1990年（平成2年） - 「POSシステム」の導入。
- 1996年（平成8年） - スーパーの名称を「食品館アプロ」とする。
- 1996年（平成8年） 9月 - 「EDIシステム」導入。
- 2003年（平成15年） 10月 - 摂津市鳥飼に共同配送センター稼動。
- 2008年（平成20年） 10月 - 吹田市岸辺に新物流センター移転・稼働。
- 2011年（平成23年） 7月 - アプロ・グループ45周年記念セール開催。
- 2014年（平成26年） 2月 - ネットチラシの導入。
- 2016年（平成28年） 9月 - アプロ・グループ50周年記念セール開催（2017年12月まで）。
- 2016年（平成28年） 10月 - 一部店舗にてクレジットカード決済の導入。
- 2018年（平成30年） 5月 - 屋号を「食品館アプロ」に統一。
- 2019年（平成31年） 3月 - 一部店舗にて電子マネー「KAONA」（カオナ）の導入。
- 2019年（令和元年） 10月 - 大阪市鶴見区に生鮮センター稼働開始。
- 2021年（令和3年） 6月 - 当社初のEDLP店舗「食品館アプロプラス」友井店オープン。
- 2021年（令和3年） 10月　一部店舗にQRコード決済導入。
- 2023年（令和5年） 1月　全店舗にコード決済導入完了。

## 店舗
2025年5月現在、大阪府に48店舗（大阪市内20店舗、南部10店舗、東部9店舗、北摂9店舗）、兵庫県に4店舗（尼崎市に2店舗、神戸市に2店舗）、京都府に1店舗（宇治市）が存在する。
現行店舗については店舗一覧を参照。

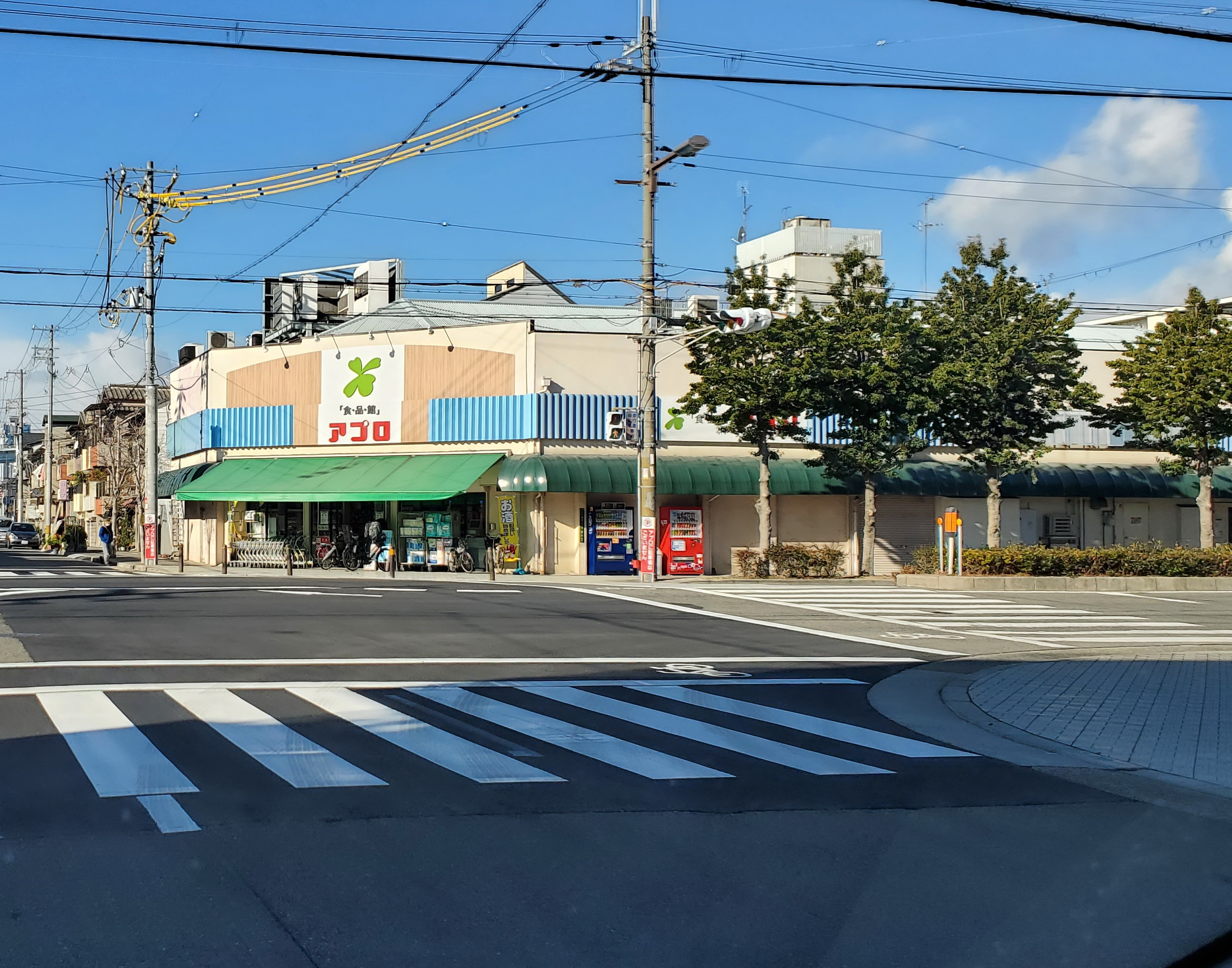
食品館アプロ北鶴町店（2020年10月オープン）
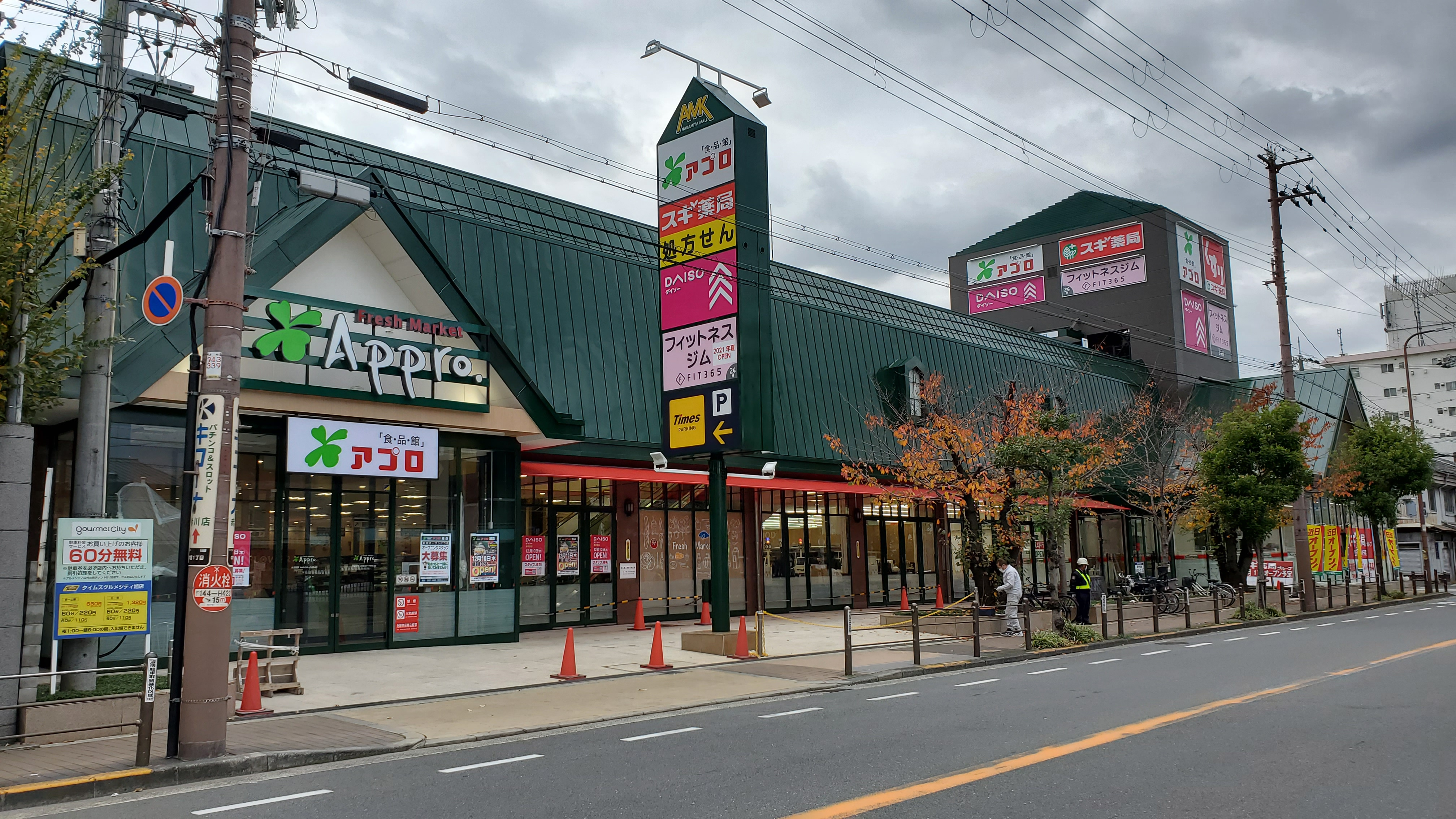
食品館アプロ旭店(2020年12月オープン)
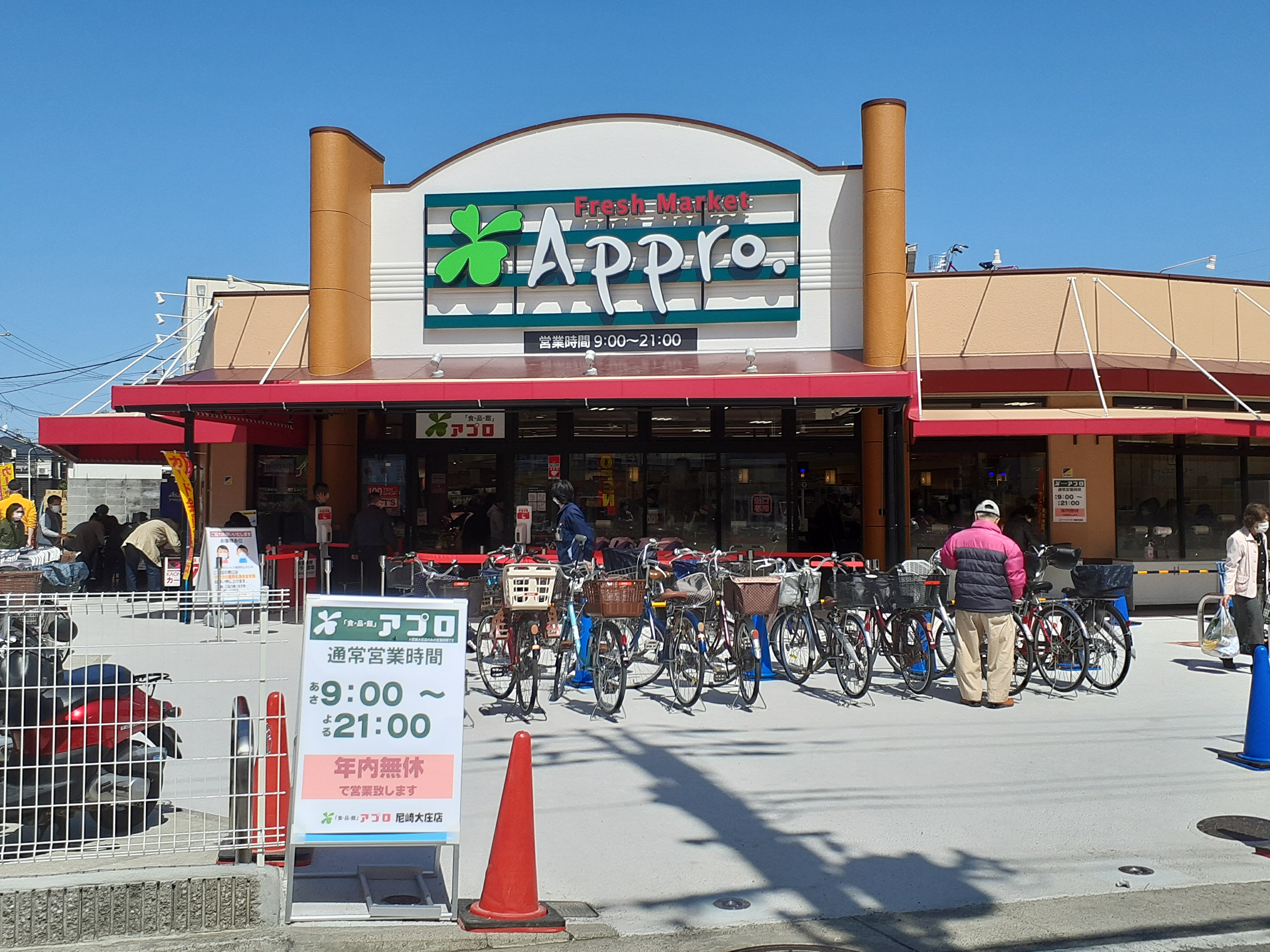
食品館アプロ尼崎大庄店（2021年3月オープン）
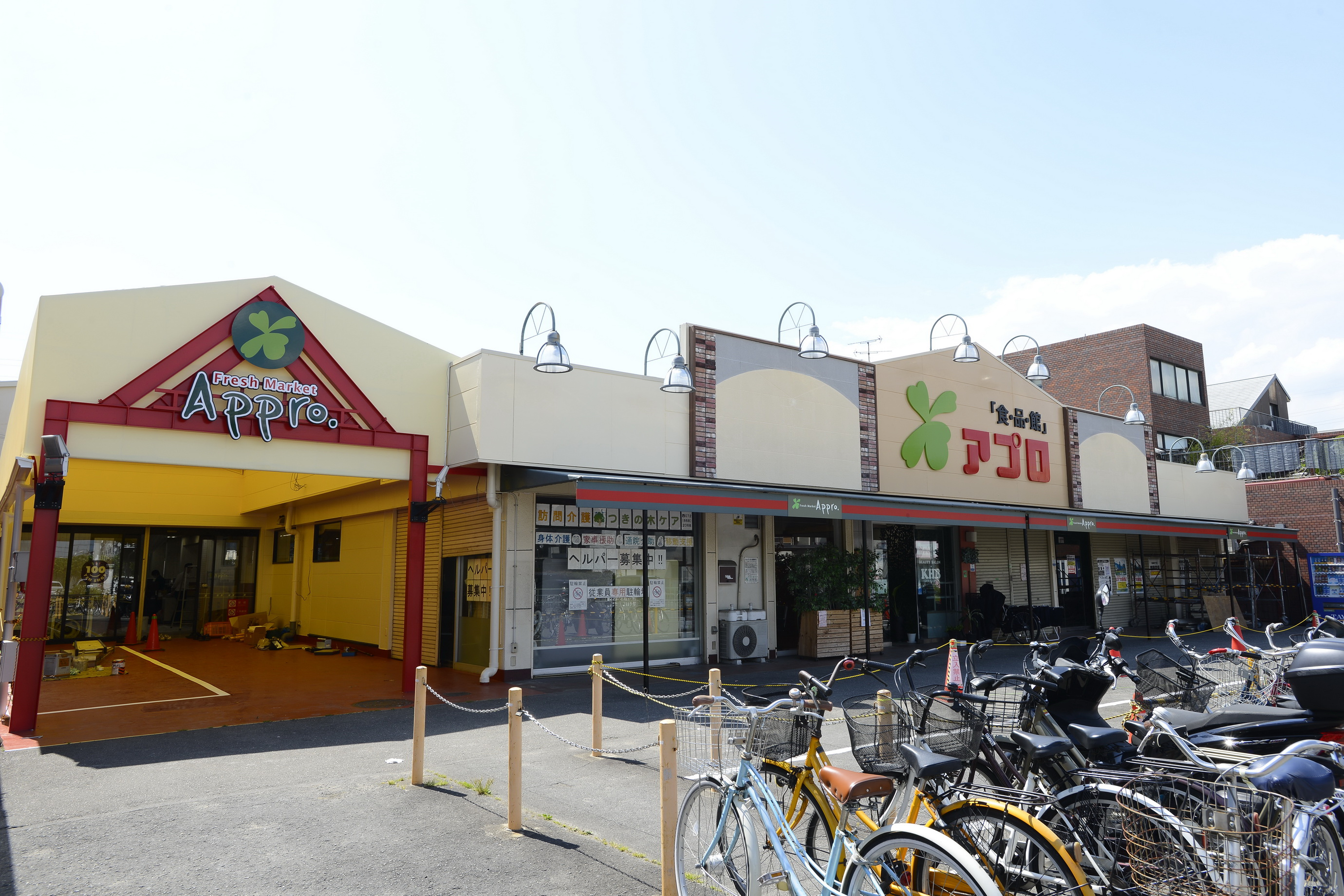
食品館アプロ柱本店(2022年6月16日オープン)
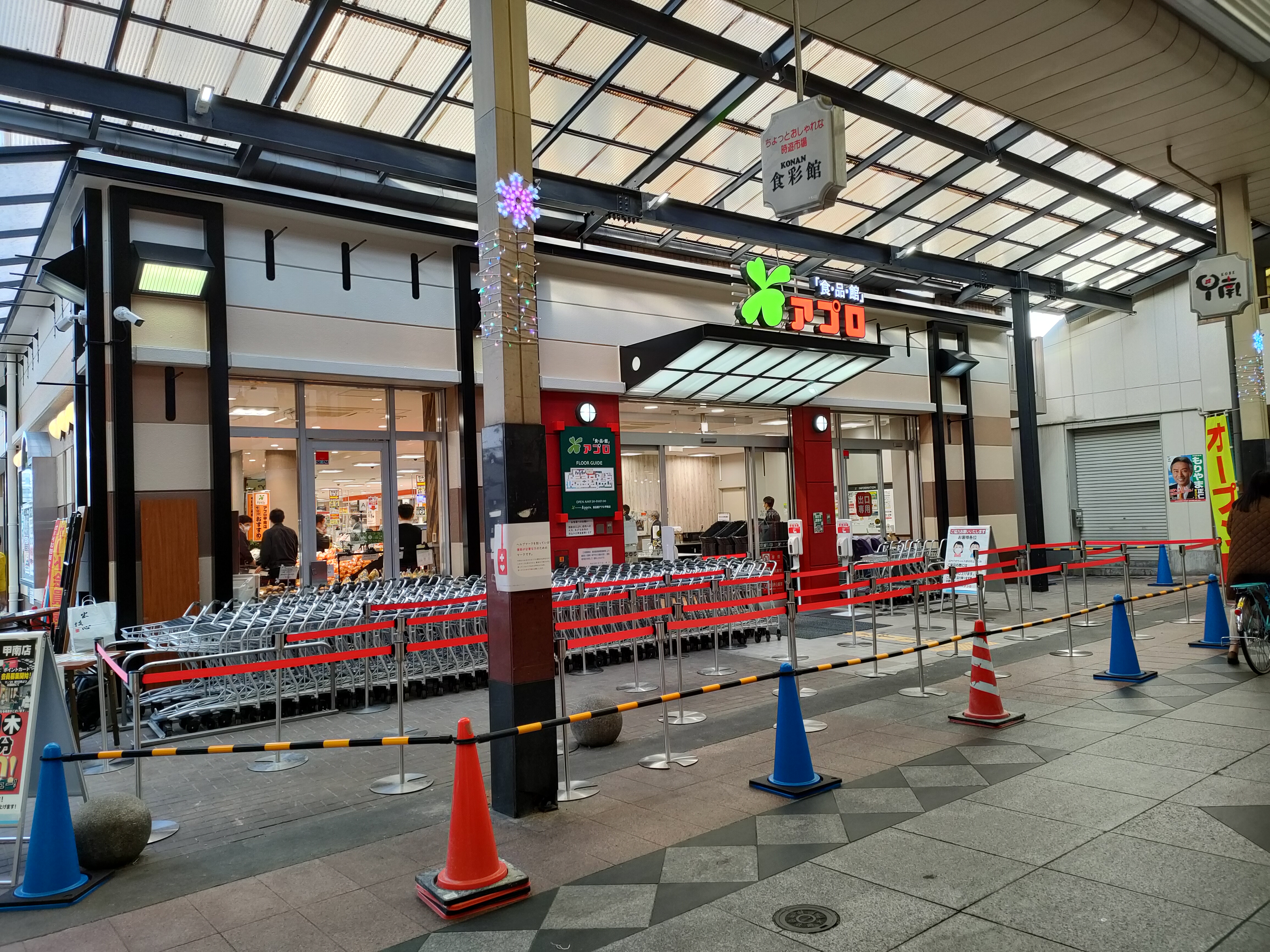
食品館アプロ甲南店　(2022年11月オープン)
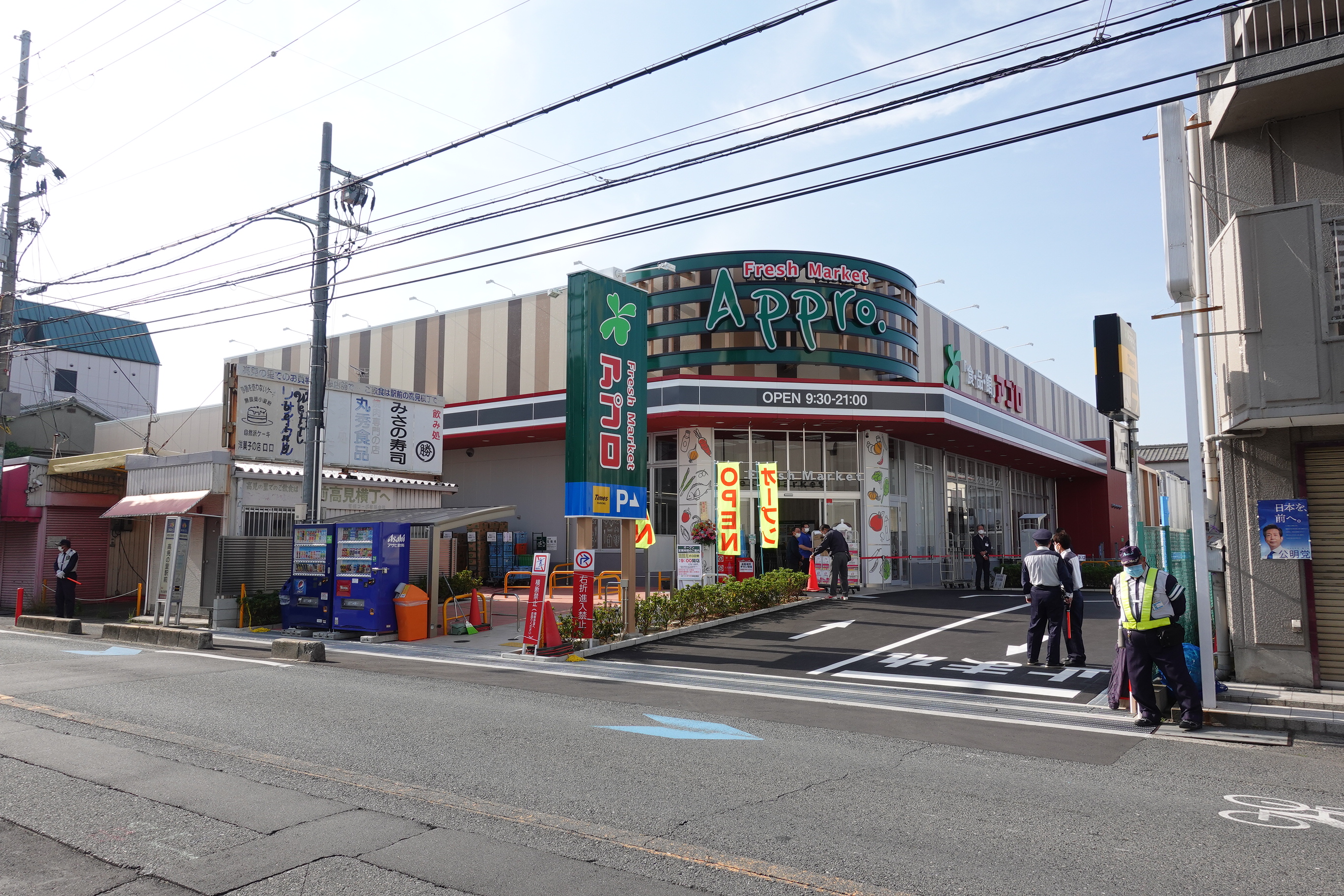
食品館アプロ高見の里店　(2023年5月オープン)
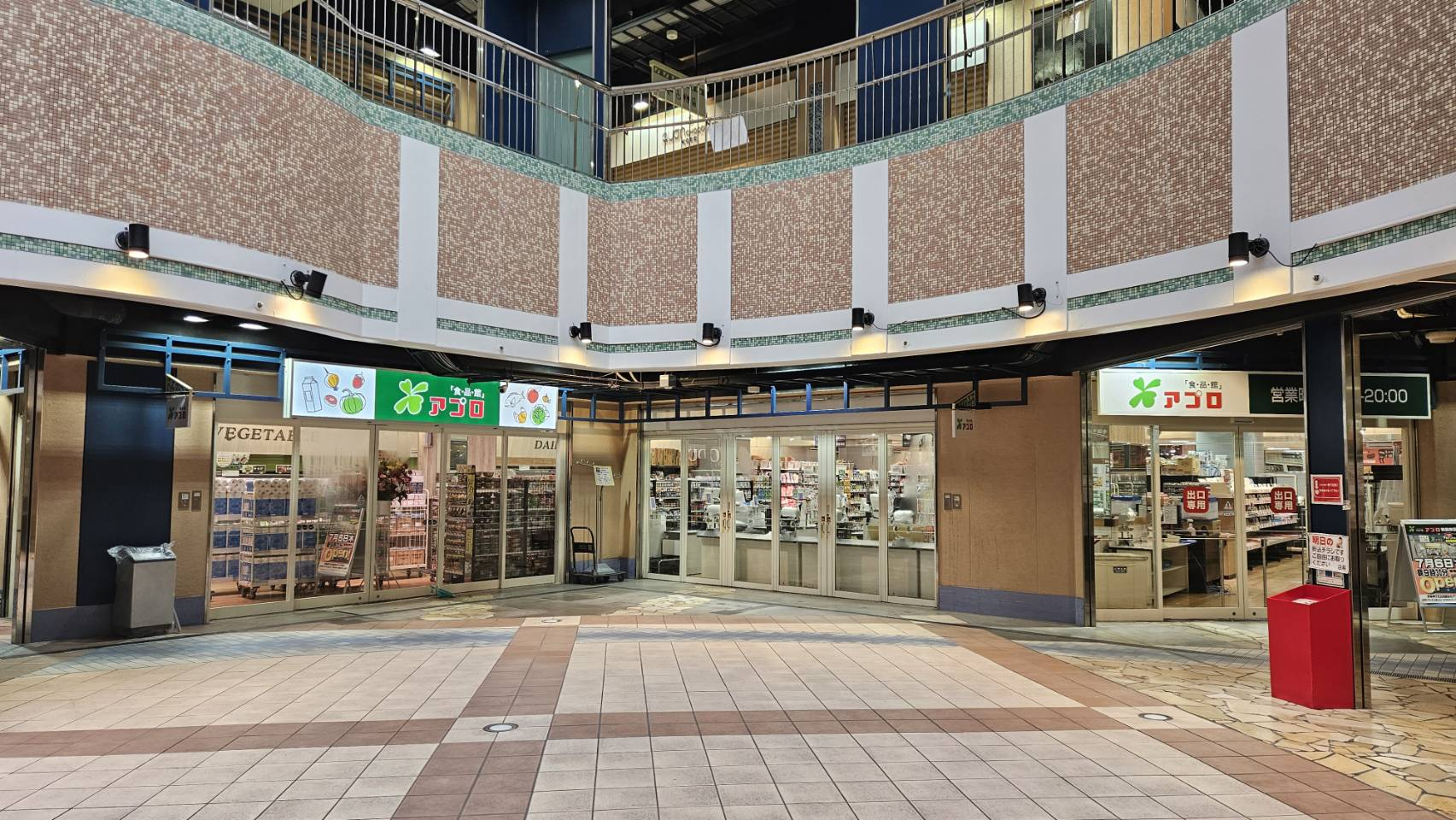
食品館アプロ新長田店　(2023年7月オープン)

1. ↑  “会社概要”. 2024年6月17日閲覧。

### かつて存在した店舗
- 毛馬店（2017年12月閉店）[1]
- 初芝店（2018年2月閉店）[2]
- 平野店（2019年3月閉店）[3]
- 堺店（2020年1月閉店）[4]
- はじの里店（2021年5月閉店）[5]
- つるまち店（2022年3月閉店）[6]
- 夕陽丘店（2023年3月閉店）[7]
- 上新庄店（2023年5月閉店）[8]
- 西宮今津店（2024年1月閉店）[9]
- 松ノ浜店（2024年5月閉店）[10]
- 食品館アプルーバル法善寺店（1995年（平成7年）開店）